# Shaw Direct
Shaw Direct est un distributeur de télévision par satellite au Canada, qui est en majorité propriété de l'opérateur de télévision par câble
Shaw Communications Inc. En 2010, Shaw Direct comptait au-delà de 900 000 abonnés. Il diffuse par bande Ku via trois satellites de télécommunications, Anik F1R à 107.3°W, Anik F2 à 111.1°W et Anik G1 à 107,3 °W; ces satellites appartiennent à Telesat Canada et sont utilisés principalement pour la distribution de la programmation de plusieurs compagnies canadiennes de télévision. La compagnie était auparavant connue sous le nom de Star Choice jusqu'au 15 avril 2009.
Une liste complète des chaînes supportées par ces satellites est disponible sur des sites du type de Lyngsat: Anik F1 Anik F2. Anik F1 supporte une programmation principalement anglaise ; la programmation d'Anik F2 inclut des chaînes françaises et de HDTV. Un troisième satellite, Anik G1, a été lancé le 15 avril 2013 et est entré en orbite le 29 mai 2013. Ce nouveau satellite donne aux clients de Shaw Direct accès à plus de 210 chaînes HD, dépassant le rival Bell TV en ayant le plus de chaînes HD au Canada.
Shaw Direct a été fondé à Lincoln au Nouveau-Brunswick, mais est maintenant basé à Calgary en Alberta. Le centre de diffusion est à Mississauga en Ontario et ses trois centres d'appels sont situés à Montréal, Calgary et à Mississauga.

## Histoire

### Les années 1990
- Août 1996 : Licence de radiodiffusion décernée
- Mars 1997 : Ouverture du premier centre de service à la clientèle
- Mars 1997 : Activation du premier client, Archie Gray, qui a acheté un récepteur à 999$ avec 100 chaînes numériques à la suite de l'achat d'une programmation d'une valeur de 400 $
- Septembre 1997 : Ajout de la télévision à la carte à la programmation
- Septembre 1999 : Ajout de 60 nouvelles chaînes à la programmation

### Les années 2000

Logo utilisé sous le nom de Star Choice entre 2001-2009.

- Janvier 2000 : Lancement d'une programmation de Télévision HD avec la diffusion du Super Bowl XXXIV, la première diffusion en HD au Canada.
- Août 2000 : Privatisation par Shaw Communications Inc. grâce à l'acquisition de Cancom.
- Avril 2001: Activation des satellites Anik F1 et Anik E2, Starchoice devient le premier fournisseur de services de diffusion canadien via deux satellites simultanément.
- Mars 2002 : Déménagement de la maison-mère de Lincoln, au Nouveau-Brunswick vers Calgary, en Alberta.t
- Mai 2002 : Vente du millionième récepteur.
- Août 2003 : Lancement du premier récepteur complètement intégré de StarChoice, le Motorola DSR500 HD.
- Septembre 2003 : WTSN est enlevé de la programmation en raison de la fermeture de la chaîne.
- Février 2004 : Ajout de 18 chaînes additionnelles, dont deux en haute définition.
- Juillet 2004 : Expansion de nouvelles chaînes est annoncé en raison du lancement du satellite Anik F2.
- Mai 2005 : Lancement de l'enregistreur vidéo-numérique HD à tuner double.
- Novembre 2005 : TCM (Turner Classic Movies) est lancé sur le marché canadien pour la première fois.
- Septembre 1, 2006 : AMC (American Movie Classics) est lancé sur le marché canadien pour la première fois.
- Octobre 2006 : A&E HD, Discovery HD et SRC HD (Montréal) sont lancés le 12 octobre 2006. Super Écran HD est lancé le 30 octobre 2006.
- Décembre 2006 : Showcase HD et National Geographic HD ont été lancés le 19 décembre 2006, ce qui amène le nombre total de chaînes HD gratuites à 17.
- Janvier 2007 : Le récepteur DSR317 est lancé, avec un processeur plus rapide que les récepteurs en définition standards et avec un guide visuel.  Superstation WGN a été échangé pour le poste local de Chicago le 17 janvier 2007.
- Février 2007 : Le récepteur DSR207 est lancé, avec un processeur plus rapide que les récepteurs en définition standards et avec un guide visuel.
- Mars 2007 : Star Choice annonce l'ajout de GOL-TV, World Fishing Network, WGN-HD et HDNet.
- Mars 2007 : Star Choice célèbre ses 10 ans
- Juin 2007 : Séries+ HD et Canal Vie HD sont lancés le 31 mai 2007.  MuchMusic et TLN changent aux essentiels et PunchMuch est enlevé.  Casino et Gaming Television ont été ajoutés au forfait essentiel le 5 juin 2007.
- Juillet/Août 2007 : Un nouveau guide de programme interactif a été déployé aux DSR505 et DVR530.  Il introduit des nouvelles fonctionnalités comme la capacité de démarrer tout seul (le guide est téléchargé 3 minutes après une panne de courant), du support OPEN TV et pour la modulation 8PSK.
- Septembre 2007 : PPV HD, MMore HD, Movie Central HD2, Canal Z, ABC West HD ont été ajoutés à la programmation
- Octobre 2007 : Ajout du forfait NHL Centre Ice à la programmation.
- Decembre 2007 : Teletoon Retro a été ajouté à la programmation.  Viewer's Choice et Canal Indigo PPV ont été enlevés afin de faire place pour Shaw à la carte
- Février 2008 : Speed Channel HD, NASCAR Hot Pass et Wild TV sont ajoutés à la programmation
- Mai 2008 : Sun TV Toronto, Citytv Winnipeg, Global Maritimes, et CBC Saskatchewan sont enlevés de la programmation
- Août 2008 : TFO a été enlevé de la programmation au Position (763).
- Septembre 2008 : TSN2 et TSN2 HD sont ajoutés à la programmation
- Octobre 2008 : Ajout de HBO Canada, HBO Canada HD et The FRAME HD à la programmation.  Aussi, Xtreme Sports est enlevé de la programmation en raison de la disparition de la chaîne.
- Décembre 2008 : Star Choice lance le récepteur DSR209. BigTen and BigTen HD est ajouté à la programmation
- Janvier 2009 : Star Choice célèbre la vente de deux millions de récepteurs.  Aussi, on lance la chaîne The Accessible Channel.
- Février 2009 : Star Choice a lancé le récepteur DSR319.
- Avril 15, 2009 : Star Choice devient officiellement Shaw direct
- Avril 30, 2009 : Shaw Direct enlève les stations Buffalo, WGRZ, WIVB-TV & WKBW-TV, et la station Détroit Fox WJBK.
- Juillet 2009 : TV Land Canada, Court TV Canada et BBC Kids a été enlevé de la programmation
- Octobre 2009 : The Score HD est lancé et DIY Network remplace Fine Living Canada.
- Novembre 2009 : Nickelodeon Canada a été lancé pour remplacer Discovery Kids.

### 2010 et plus

Premier logo Shaw Direct, 2009-2012.

- 1er mars 2010: Sex TV et Drive-In Classics sont enlevés de la programmation. Ils sont remplacés par W Movies sur la chaîne 634/216 et Sundance sur la chaîne 635/217. Ce changement a été entrepris par le distributeur. OASIS HD est lancé et est inclus dans l'option groupée HD Extra. De plus, Yoopa est lancé, comme Yoopa fait sa première sur la télévision par satellite seulement avec Shaw Direct depuis Big Ten en décembre 2008, et la première chaîne de télévision à faire ses débuts sous le nom de Shaw Direct et non son rival Bell TV.
- Août 2010 : Shaw Direct a lancé un enregistreur numérique haute définition plus avancé, le HDPVR630.
- Octobre 2010 : Sportsnet One est ajouté à la programmation.
- Novembre 2010 : Shaw Direct a lancé un nouveau récepteur haute définition avancé, le HDDSR605.
- 4 novembre 2010 : Shaw Direct ajoute NBA League Pass, AUX, Bite & The Pet Network à la programmation.
- 31 janvier 2011 : Global Maritimes revient à la programmation.
- 4 juillet 2011 : Shaw Direct lance un nouveau récepteur essentiel compact haute définition, le HDDSR600.
- 22 août 2011 : Télétoon Rétro est lancé la programmation.
- 29 août 2011 : TFO est relancée de la programmation seulement en Ontario au Position (799).
- 12 septembre 2011 : Mlle & TVA Sports a été ajouté à la programmation.
- 6 octobre 2011 : Une erreur de logiciel affecte Anik F2, un des deux satellites qui distribue aux clients de Shaw Direct pour environ 24 heures[2],[3],[4].
- 7 octobre 2011: RDS2 a été ajouté à la programmation.
- Février 2012 : Shaw Direct commence à implanter la substitution simultanée pour la station Global HD (ch. 256) pour tous ses clients, une pratique qui avait seulement été appliquée là où elle était légalement requise.
- Mars 2012 : HDNet est enlevé en faveur de Space HD et Dusk est enlevé en raison de la fermeture de la chaîne.
- 11 octobre 2012 : FX Canada HD est ajouté à la programmation.
- 15 avril 2013 : Shaw Direct lance son troisième satellite, Anik G1. De nouvelles chaînes sont lancées au printemps 2013.
- 29 mai 2013 : plus de 90 chaînes HD sont lancées, incluant plusieurs chaînes locales et spécialités.